# Дрейман, Вера Александровна
Вера Александровна Дрейман (1901—1969) — советский деятель здравоохранения, врач-хирург, трансфузиолог. заслуженный врач РСФСР и Карельской АССР.

## Биография
В 1938 г. окончила 2-й Ленинградский мединститут. С 1938 г. работает в Карельской АССР.
Работала ординатором хирургической лечебницы имени М. Д. Иссерсона.
В 1941—1952 г.г. — заведующая донорским отделом и отделом консервации крови, а с 1953 г. — главный врач Карельской республиканской станции переливания крови (по 1963 г.).
В годы Великой Отечественной войны обеспечивала Карельский фронт высококачественной консервированной кровью.

Организовала пункты переливания крови в Сортавале, Пудоже, Сегеже, Кондопоге, Беломорске.
Организатор освоения заготовки компонентов донорской крови и развития донорства в Карелии
Похоронена на Сулажгорском кладбище.

## Награды
- «Отличник здравоохранения»
- Почетная грамота Верховного Совета КФССР
- Орден «Знак Почета» (1954)